# La Paix (restaurant)
La Paix is een Brussels restaurant met twee Michelinsterren.

## Geschiedenis
Deze brasserie bestaat al meer dan 100 jaar en ligt in de buurt van de slachthuizen van Anderlecht. Sinds 2004 staat David Martin als chef in de keuken van zijn echtgenote Nathalie. 

### Waardering
Eind 2007 werd het restaurant door GaultMillau uitgeroepen tot Brasserie van het jaar 2008; het heeft in die gids een notatie van 16 op 20. In november 2015 verhoogde GaultMillau de score met een punt, tot 17 op 20, in 2020 werd dit verhoogd naar 17.5. Het restaurant werd toen ook geroemd voor van de manier waarop David Martin Japanse invloeden in zijn keuken verwerkt. In 2008 werd bekend dat het in de Michelingids voor 2009 een Michelinster kreeg, in de Michelingids 2019 - verschenen in november 2018 - ontving het restaurant een tweede ster.

## David Martin
Martin is van geboorte een Fransman en een zoon van een oorspronkelijk Spaanse vader en een moeder uit de Elzas, beiden uit families met een culinair en horecaverleden. Hij leerde het vak onder andere bij de Fransman Alain Passard en de Brusselaar Jean-Pierre Bruneau. 
Eind 2010 werd Martin ook superviserend hoofd bij de brasserie van de BOZAR, het kunstencentrum van Brussel.
Keuken
Zijn keuken richt zich met name op vleesbereidingen, waarbij er veel oog is voor de keuze van kwaliteitsproducten zoals Simmentaler rundvlees en gevogelte uit de Bresse (Frankrijk).